# Mommy (filme)
Mommy é um filme canadense de 2014, do gênero drama dirigido por Xavier Dolan e estrelado por Anne Dorval, Antoine Olivier Pilon e Suzanne Clément. A história diz respeito a uma mãe com um filho adolescente com TDAH, às vezes violento, esforçando-se para controlar seu comportamento em um futuro hipotético em que os pais têm a opção legal de levar seus filhos com este transtorno a hospitais públicos onde podem ser internados à força.
O filme ganhou o prêmio do júri no Festival de Cannes 2014.
No Brasil, foi lançado nos cinemas pela Europa Filmes e a Mares Filmes em 2014. Uma edição de colecionador em Blu-ray com o selo da Mares Filmes foi lançado em 2021 pela FamDVD.

## Enredo
Em um resultado fictício para a eleição federal canadense de 2015, um partido político chega ao poder e estabelece uma lei chamada S-14, permitindo que pais de crianças problemáticas e com finanças limitadas coloquem seus filhos em hospitais, sem levar em consideração a justiça fundamental.
Depois que a lei é aprovada, Diane "Die" Després, mãe viúva e jornalista de 46 anos, pega seu filho Steve, que tem TDAH com tendências violentas, de uma instituição. Steve iniciou um incêndio na instituição, na qual outro jovem foi ferido. Die leva Steve para seu novo lar em Saint-Hubert e luta para cuidar dele sob dificuldades financeiras. Ele lhe dá um carrinho cheio de mantimentos e um colar com a mensagem "Mamãe", que ela suspeita que ele tenha roubado. Enfurecido com a acusação, Steve começa a sufocá-la, e ela se defende batendo nele com uma moldura de vidro. Enquanto o caos segue, Kyla, uma vizinha e professora em um período sabático, aparece para cuidar de suas feridas.
Kyla, que está lidando com um problema de gagueira, começa a ensinar Steve. Depois de uma desastrosa sessão de tutoria, onde Steve censura Kyla, ela de repente o ataca. Após o confronto, Steve acalma e indica que está feliz em conhecê-la e respeita seus desejos de não chamá-la de "bebê". Embora os três tenham se entendido, Die recebe os papéis dos pais do garoto ferido, indicando que ela e Steve estão sendo processados pelos ferimentos causados por seu incêndio.
Die encontra um advogado disposto a ajudá-los e os três saem à noite para comer alguma coisa. Eles acabam em um bar de karaokê, onde Steve está cada vez mais agitado pela atmosfera e por perceber um interesse sexual de Die pelo advogado. Steve decide cantar, mas é insultado pelo público, levando a uma briga. Steve, Die e seu advogado discutem, terminando com Die dando um tapa no advogado por dar um tapa em Steve, o que afasta o advogado.
Die continua tentando ajudar seu filho e reconstruir suas vidas, mas enquanto faz compras, com Steve e Kyla, Steve desaparece e corta o pulso. Ele sobrevive e, pouco depois, Die se vê refletindo sobre todos os sonhos que teve para o filho viver uma vida feliz e realizada. Ela finalmente dirige para um hospital para interná-lo sob o S-14; Steve resiste furiosamente, e ela lamenta a decisão quando vê os oficiais usarem violência e tasers para subjugá-lo, mas não há nada que ela possa fazer legalmente.
Kyla anuncia que está se mudando para Toronto e Die a encoraja e expressa esperança por Steve, mas depois que Kyla a deixa sozinha em casa, Die mostra-se extremamente angustiada com a maneira como as coisas estão ressurgindo. No hospital, Steve está sendo desamarrado da camisa-de-força pelos funcionários. Imediatamente após as tiras serem removidas, Steve foge em direção a uma grande janela.[carece de fontes?]

## Elenco
- Antoine-Olivier Pilon como Steve O’Connor Després[4]
- Anne Dorval como  Diane “Die” Després[4]
- Suzanne Clément como Kyla[4]
- Patrick Huard como Paul Béliveau[4]
- Isabelle Nelisse como Filha de Kyla[4]
- Pierre-Yves Cardinal como Gardien de sécurité #1[4]

## Lançamento
O filme foi disponibilizado na Netflix do Reino Unido em 2016, com Dolan criticando publicamente a empresa por alterar a proporção de tela não convencional e exigindo: "Pegue como está ou remova-o." A Netflix corrigiu a proporção horas depois.

## Recepção
No agregador de críticas Rotten Tomatoes, o filme tem um índice de aprovação de 88% baseado em 129 comentários dos críticos; o consenso do site afirma: "Por mais desafiador que seja gratificante, Mommy encontra o diretor e roteirista Xavier Dolan dando outro passo impressionante à frente". No Metacritic, o filme detém uma pontuação média de 74, com base em 34 críticos, indicando "críticas geralmente favoráveis" de acordo com os padrões do site.

## Prêmios
| Ano  | Premiação                              | Categoria        | Resultado |
| ---- | -------------------------------------- | ---------------- | --------- |
| 2014 | Festival de Cannes                     | Prêmio do júri   | Venceu    |
| 2014 | Festival de Cannes                     | Palma de Ouro    | Indicado  |
| 2014 | Festival de Cannes                     | Queer Palm       | Indicado  |
| 2014 | International Cinephile Society Awards | ICS Cannes Award | Venceu    |